# Камюрак
Камюра́к (фр. Camurac) — коммуна во Франции, находится в регионе Лангедок — Руссильон. Департамент коммуны — Од. Входит в состав кантона Белькер. Округ коммуны — Лиму.
Код INSEE коммуны — 11066.

## Население
Население коммуны на 2008 год составляло 123 человека.
| 1962 | 1968 | 1975 | 1982 | 1990 | 1999 | 2008 |
| ---- | ---- | ---- | ---- | ---- | ---- | ---- |
| 179  | 160  | 176  | 134  | 149  | 132  | 123  |

## Экономика
В 2007 году среди 76 человек в трудоспособном возрасте (15—64 лет) 51 были экономически активными, 25 — неактивными (показатель активности — 67,1 %, в 1999 году было 64,2 %). Из 51 активного работали 46 человек (31 мужчина и 15 женщин), безработных было 5 (1 мужчина и 4 женщины). Среди 25 неактивных 4 человека были учениками или студентами, 8 — пенсионерами, 13 были неактивными по другим причинам.

## Фотогалерея

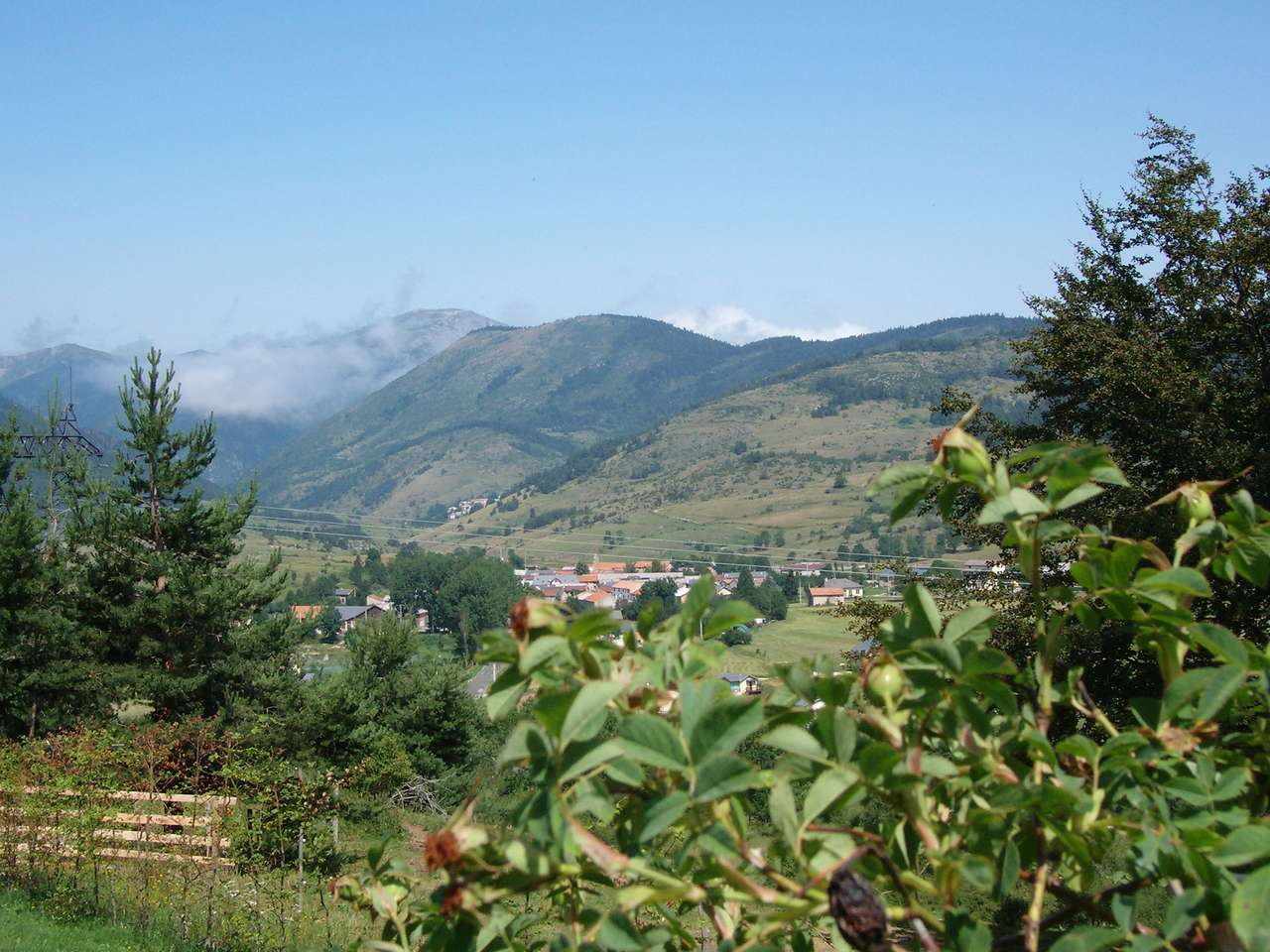
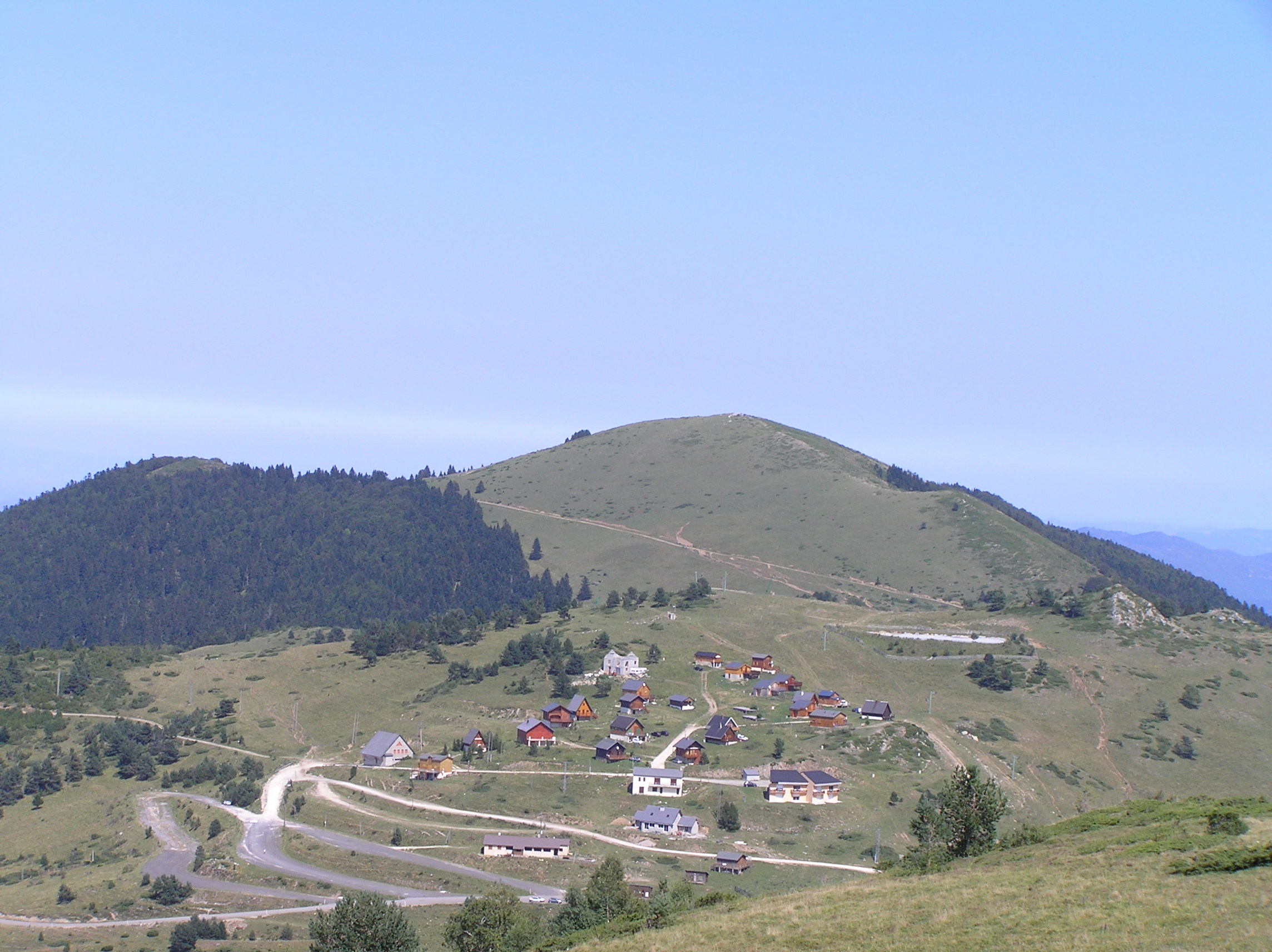